# Labdarúgás az 1908. évi nyári olimpiai játékokon
1904-ben megalakult a Fédération Internationale de Football Association, röviden a FIFA. A FIFA már az alakulásánál kimondta: "A FIFA-nak kizárólagos joga van nemzetközi football-bajnokságot rendezni." Saját határozatának megvalósítására még negyed századot kellett várnia. Az angol lord Desborough javaslatára - a FIFA hallgatólagos tűrésére - az 1908-as londoni olimpiára hivatalosan is felvették a labdarúgást. A korszak nem nagyon kedvezett ennek a kezdeményezésnek. Az angolok a nehézségek ellenére is kiírták az első labdarúgó olimpiai tornát, amelyet (nem hivatalos) világbajnokságnak tekintettek. Meghívásos alapon, a jelentkezők: Franciaország "A"-, Franciaország "B"-, Anglia-, Dánia-, Svédország-, Hollandia-, Magyarország-, a Cseh Királyság. Anyagi nehézségek miatt lemondta a részvételt a magyar és a cseh csapat is. A magyar kormány az 1909-re, a már elhatározott budapesti FIFA kongresszusra tartalékolta a költségeket. A torna sikeres volt, Anglia kétségtelen érdeme a labdarúgó-világtornák megindítása. Az 1908. évi nyári olimpiai játékok labdarúgó-tornáján, október 19. és október 24. között, öt nemzet, hat csapata küzdött a bajnokságért. A korábbi tornák eredendően bemutatóként szerepeltek az olimpiai programban, a Nemzetközi Olimpiai Bizottság már az 1900-as és az 1904-es tornákat is hivatalos tornaként jegyzi. A Nemzetközi Labdarúgó-szövetség, a FIFA ezt a tornát jelöli meg első hivatalos olimpiai labdarúgó-tornaként.

## Éremtáblázat
(A rendező ország csapata eltérő háttérszínnel, az egyes számoszlopok legmagasabb értéke, vagy értékei vastagítással kiemelve.)
| Az 1908. évi nyári olimpiai játékok éremtáblázata labdarúgásban | Az 1908. évi nyári olimpiai játékok éremtáblázata labdarúgásban | Az 1908. évi nyári olimpiai játékok éremtáblázata labdarúgásban | Az 1908. évi nyári olimpiai játékok éremtáblázata labdarúgásban | Az 1908. évi nyári olimpiai játékok éremtáblázata labdarúgásban | Olimpia  |
| --------------------------------------------------------------- | --------------------------------------------------------------- | --------------------------------------------------------------- | --------------------------------------------------------------- | --------------------------------------------------------------- | -------- |
|                                                                 | Ország                                                          | Arany                                                           | Ezüst                                                           | Bronz                                                           | Összesen |
| 1.                                                              | Nagy-Britannia (GBR)                                            | 1                                                               | 0                                                               | 0                                                               | 1        |
|                                                                 |                                                                 |                                                                 |                                                                 |                                                                 |          |
| 2.                                                              | Dánia (DEN)                                                     | 0                                                               | 1                                                               | 0                                                               | 1        |
|                                                                 |                                                                 |                                                                 |                                                                 |                                                                 |          |
| 3.                                                              | Hollandia (NED)                                                 | 0                                                               | 0                                                               | 1                                                               | 1        |
|                                                                 |                                                                 |                                                                 |                                                                 |                                                                 |          |
| Összesen                                                        | Összesen                                                        | 1                                                               | 1                                                               | 1                                                               | 3        |

## Érmesek
| Az 1908. évi nyári olimpiai játékok érmesei labdarúgásban | Az 1908. évi nyári olimpiai játékok érmesei labdarúgásban | Az 1908. évi nyári olimpiai játékok érmesei labdarúgásban | Az 1908. évi nyári olimpiai játékok érmesei labdarúgásban |
| --- | --- | --- | --------------------------------------------------------- |
| Arany | Ezüst | Bronz |                                                           |
| Nagy-Britannia (GBR) | Dánia (DEN) | Hollandia (NED) |                                                           |
| Horace Bailey George Barlow Albert Eduard Bell Arthur Berry Ronald Brebner Frederick Chapman Walter Corbett W. Crabtree Walter Daffern Harold Hardman Robert Hawkes Kenneth Hunt Thomas Porter Clyde Purnell Albert Scothern Herbert Smith Harold Stapley Vivian Woodward | Peter Marius Andersen Magnus Beck Ødbert E. Bjarnholt Harald Bohr Charles Buchwald Ludvig Drescher Johannes Gandil Harald Hansen Knud Hansen August Lindgren Einar Middelboe Kristian Middelboe Nils Middelboe Oskar Nielsen Sophus Nielsen Bjørn Rasmussen Vilhelm Wolfhagen | Reinier Beeuwkes Frans de Bruyn Kops Bok de Korver Vic Gonsalves John Heijting Karel Heijting Jan Kok Lo La Chapelle Emil Mundt Louis Otten Jops Reeman Edu Snethlage Ed Sol Jan Thomée Jan van den Berg Tonie van Renterghem Caius Welcker |                                                           |

## Helyszínek
|  | A mérkőzéseket a londoni White City stadionban, és egy Shepherd's Bush kerületbeli stadionban rendezték, melynek neve ismeretlen, ugyanis egyetlen hivatalos forrás sem említi. Azonban, miután két mérkőzés kezdési időpontja között csak egyórás eltérés volt, ezért nem lehetséges, hogy minden mérkőzést ugyanabban a stadionban rendeztek. |

## Játékvezetők
Ezen a nyári olimpián a labdarúgó tornára vonatkozó szabályok szerint a játékvezetőket és partbírókat az Angol Labdarúgó-szövetségnek kellett biztosítania.
| Játékvezető     | Partbírók                   |
| --------------- | --------------------------- |
| Thomas Kyle     | E. C. Jarvis L. F. Morrison |
| John Ibbotson   | M. C. Frowde W. C. Clover   |
| Thomas Campbell | F. Lockwood A. C. Hines     |

| Játékvezető   | Partbírók                 |
| ------------- | ------------------------- |
| John Howcroft | H. Gray W. E. Roberts     |
| John Pearson  | J. T. Hornby J. Dickerson |
| John Lewis    | F. Styles H. Woollett     |

## Mérkőzések

### Ágrajz
|  | Negyeddöntők    | Negyeddöntők    | Negyeddöntők |  |  | Elődöntők       | Elődöntők       | Elődöntők |       |   | Döntő          | Döntő          | Döntő         |  |
|  |                 |                 |              |  |  |                 |                 |           |       |   |                |                |               |  |
|  | Nagy-Britannia  | Nagy-Britannia  | 12           |  |  |                 |                 |           |       |   |                |                |               |  |
|  | Svédország      | Svédország      | 1            |  |  | Nagy-Britannia  | Nagy-Britannia  | 4         |       |   |                |                |               |  |
|  | Hollandia       | Hollandia       | [ 1 ]        |  |  | Hollandia       | Hollandia       | 0         |       |   |                |                |               |  |
|  | Magyarország    | Magyarország    | [ 1 ]        |  |  |                 |                 |           |       |   | Nagy-Britannia | Nagy-Britannia | 2             |  |
|  | Dánia           | Dánia           | 9            |  |  |                 |                 | Dánia     | Dánia | 0 |                |                |               |  |
|  | Franciaország B | Franciaország B | 0            |  |  | Dánia           | Dánia           | 17        |       |   |                |                |               |  |
|  | Franciaország A | Franciaország A | [ 2 ]        |  |  | Franciaország A | Franciaország A | 1         |       |   |                |                |               |  |
|  | Cseh Királyság  | Cseh Királyság  | [ 2 ]        |  |  |                 |                 |           |       |   | Bronzmérkőzés  | Bronzmérkőzés  | Bronzmérkőzés |  |
|  |                 |                 |              |  |  |                 |                 |           |       |   |                |                |               |  |
|  |                 |                 |              |  |  |                 |                 |           |       |   | Hollandia      | Hollandia      | 2             |  |
|  |                 |                 |              |  |  |                 |                 |           |       |   | Svédország     | Svédország     | 0             |  |

Minden időpont helyi idő szerint (UTC+0) van megadva.

### Negyeddöntők
A negyeddöntők sorsolását 1908. október 2-án tartották.
| 1908. október 19. |

| Hollandia (NED) | játék nélkül | Magyarország |
| --------------- | ------------ | ------------ |
|                 |              |              |

|  |

| 1908. október 19. 12:00 |

| Franciaország (FRA) B | 0–9               | Dánia                                                                      |
| --------------------- | ----------------- | -------------------------------------------------------------------------- |
|                       | (0–4) Jegyzőkönyv | N. Middelboe 10' 50' Wolfhagen 15' 17' 67' 72' Bohr 25' 46' S. Nielsen 78' |

| White City stadion, London Nézőszám: 2000 Játékvezető: Kyle (ENG) |

| 1908. október 20. |

| Franciaország (FRA) A | játék nélkül | Cseh Királyság |
| --------------------- | ------------ | -------------- |
|                       |              |                |

|  |

| 1908. október 20. 12:00 |

| Nagy-Britannia (GBR)                              | 12–1              | Svédország    |
| ------------------------------------------------- | ----------------- | ------------- |
| Stapley 15' Woodward Berry Chapman Purnell Hawkes | (7–0) Jegyzőkönyv | Bergström 65' |

| White City stadion, London Nézőszám: 2000 Játékvezető: Ibbotson (ENG) |

### Elődöntők
| 1908. október 20. 13:00 |

| Franciaország (FRA) A | 1–17              | Dánia |
| --------------------- | ----------------- | --- |
| Sartorius 16'         | (1–6) Jegyzőkönyv | S.Nielsen 3' 4' 6' 39' 46' 48' 52' 64' 66' 76' Lindgren 18' 37' Wolfhagen 60' 72' 82' 89' N.Middelboe 68' |

| Shepherd's Bush, London Nézőszám: 1000 Játékvezető: Campbell (ENG) |

| 1908. október 22. 12:00 |

| Nagy-Britannia (GBR)    | 4–0                              | Hollandia |
| ----------------------- | -------------------------------- | --------- |
| Stapley 37' 60' 64' 75' | (1–0) (Jegyzőkönyv) Jegyzőkönyv] |           |

| White City stadion, London Nézőszám: 6000 Játékvezető: Howcroft (ENG) |

### Bronzmérkőzés
| 1908. október 23. 12:00 |

| Hollandia (NED)          | 2–0               | Svédország |
| ------------------------ | ----------------- | ---------- |
| Reeman 6', Snethlage 58' | (1–0) Jegyzőkönyv |            |

| White City stadion, London Nézőszám: 1000 Játékvezető: Pearson (ENG) |

### Döntő
A győzelmet a várakozásnak megfelelően a rendező ország együttese szerezte meg. A Dánok keményen és elkeseredetten küzdöttek, de a kapu előtt csődöt mondott a tudományuk, míg az angolok nyugodt kombinációs játéka, nagyobb technikája és lövőképessége érvényre jutott.
| 1908. október 24. 12:00 |

| Nagy-Britannia (GBR)     | 2–0               | Dánia |
| ------------------------ | ----------------- | ----- |
| Chapman 20' Woodward 46' | (1–0) Jegyzőkönyv |       |

| White City stadion, London Nézőszám: 8000 Játékvezető: Lewis (ENG) |

| Az 1908. évi nyári olimpiai játékok férfi labdarúgótornájának olimpiai bajnoka |
| · NAGY-BRITANNIA · 2. cím                                                      |
| ------------------------------------------------------------------------------ |

## Statisztikák

### Sorrend
Az első négy helyezett utáni sorrend meghatározásához az alábbiak lettek figyelembe véve:
- hanyadik körig jutott az adott csapat (elődöntő, negyeddöntő)

A hazai csapat eltérő háttérszínnel kiemelve.
| Helyezés | Nemzet                | M | Gy | D | V | G+ | G- | Gk  | P |
| -------- | --------------------- | - | -- | - | - | -- | -- | --- | - |
| Arany    | Nagy-Britannia (GBR)  | 3 | 3  | 0 | 0 | 18 | 1  | +17 | 6 |
| Ezüst    | Dánia (DEN)           | 3 | 2  | 0 | 1 | 26 | 3  | +23 | 4 |
| Bronz    | Hollandia (NED)       | 2 | 1  | 0 | 1 | 2  | 4  | –2  | 2 |
| 4.       | Svédország (SWE)      | 2 | 0  | 0 | 2 | 1  | 14 | –13 | 0 |
|          |                       |   |    |   |   |    |    |     |   |
| 5.       | Franciaország A (FRA) | 1 | 0  | 0 | 1 | 1  | 17 | –16 | 0 |
|          |                       |   |    |   |   |    |    |     |   |
| 6.       | Franciaország B (FRA) | 1 | 0  | 0 | 1 | 0  | 9  | –9  | 0 |

### Gólszerzők
A torna gólkirálya Sophus Nielsen, a későbbi jeles nemzetközi játékvezető tíz gólt szerzett október 22-én a Franciaország elleni 17–1-re végződő találkozón.
| 11 gólos - Sophus Nielsen 8 gólos - Vilhelm Wolffhagen 6 gólos - Harold Stapley 4 gólos - Clyde Purnell 3 gólos - Nils Middelboe - Vivian Woodward | 2 gólos - Harald Bohr - August Lindgren - Frederick Chapman - Robert Hawkes 1 gólos - Émile Sartorius - Jops Reeman - Edu Snethlage - Arthur Berry - Gustaf Bergström |